# Tina Merlin
Clementina Merlin, detta Tina (Trichiana, 19 agosto 1926 – Belluno, 22 dicembre 1991), è stata una giornalista, scrittrice e partigiana italiana.

## Biografia
Nata a Trichiana, era figlia di Cesare Merlin e di Rosa Dal Magro. La madre aveva avuto due figli dal precedente matrimonio con Benvenuto Tacca e, dopo essere rimasta vedova, si era risposata con Merlin nel 1910. Prima di Tina, l'ultimogenita, vennero alla luce Ida, Giuseppe Benvenuto, Remo, Antonio ("Toni") e Giuseppina. Antonio sarebbe diventato poi partigiano, organizzatore e comandante del battaglione "Manara", successivamente assorbito nella brigata partigiana autonoma "7º Alpini". Come lui, morto in combattimento, anche Tina fu coinvolta nella resistenza, partecipandovi dal luglio 1944 come staffetta.
Nel 1949 sposò il partigiano Aldo Sirena, tra i primi organizzatori del CLN Belluno, da cui ebbe il figlio Antonio. La sua carriera di giornalista cominciò con la pubblicazione di racconti nella Pagina della donna de l'Unità. Dal 1951 al 1982 fu corrispondente a Belluno, Milano, Vicenza e Venezia, sempre per lo stesso quotidiano. Nel 1957, sul Pioniere, furono pubblicati tre suoi racconti sulla resistenza: Storia di Alfredo, Quell'autunno del 1943 e La beffa di Baffo. Nel frattempo partecipava anche alla vita politica come consigliere provinciale del PCI (1964-1970). Nel 1965 fu tra i soci fondatori dell'Istituto Storico Bellunese della Resistenza, l'attuale ISBREC (Istituto Storico Bellunese della Resistenza e dell'Età Contemporanea). In seguito ha collaborato con altre riviste e ha pubblicato numerosi saggi, dedicati soprattutto al ruolo delle donne nella resistenza.
Viene ricordata, più che per la sua pur ricca produzione letteraria, per avere aiutato, con caparbietà e ostinazione, a mettere in luce la verità sulla costruzione della diga del Vajont. Dando voce alle denunce degli abitanti di Erto e Casso, riuscì a mostrare i pericoli che avrebbero corso i due paesi se la diga fosse stata effettivamente messa in funzione. Inascoltata dalle istituzioni, nel 1959 il conte Vittorio Cini, ultimo presidente della SADE, fece denunciare la giornalista dai carabinieri di Erto per "diffusione di notizie false e tendenziose atte a turbare l'ordine pubblico" tramite i suoi articoli, ma lei fu processata e assolta il 30 novembre 1960 dal giudice Angelo Salvini del tribunale di Milano perché il fatto non costituiva reato.
(10 ottobre 1963, all'indomani del disastro del Vajont, denunciato preventivamente da lei.)
In seguito al disastro del Vajont, verificatosi nella notte del 9 ottobre 1963, tentò di pubblicare un libro sulla vicenda, Sulla Pelle viva. Come si costruisce una catastrofe. Il caso del Vajont, che tuttavia trovò un editore solo nel 1983. In tribunale, all'epoca, vigevano delle gerarchie di tipo militare o militaresco, e inoltre la Merlin non era gradita in quanto corrispondente dell'Unità. Conobbe il giudice istruttore di Belluno, Mario Fabbri, e siccome entrambi avevano avuto lutti in famiglia a causa della guerra, pretese che come gli altri giornalisti de Il Gazzettino e de il Resto del Carlino, anche lei accedesse al tribunale per raccogliere le sue informazioni.
Ormai da circa dieci anni in pensione, morì dopo un anno di tumore il 22 dicembre 1991 a Belluno a 65 anni. Le sue esequie si tennero con rito civile il giorno successivo presso il cimitero cittadino.

## Eredità culturale
- Nel 1992 fu fondata l'Associazione culturale a lei intitolata. Postumo uscì, grazie anche a Mario Rigoni Stern, il libro autobiografico La casa sulla Marteniga.
- Alla sua memoria furono intitolate nel 1992 la scuola materna del comune di Vajont e il circolo ARCI di Montereale Valcellina.
- Nel 2013, in occasione del 50º anniversario del disastro del Vajont, il consiglio comunale di Feltre intitolò a Tina Merlin il campus universitario cittadino. Il comune di Trichiana intitolò a suo nome il palazzo comunale. A febbraio 2014 il comune di San Gregorio nelle Alpi decise di dedicare la sala al piano inferiore del locale Museo delle Zoche.
- Il 29 gennaio 2015 il comune di Quarto d'Altino intitolò alla sua memoria il nuovo centro culturale.
- Nel dicembre 2016 la città di Bologna intitolò una strada a Tina Merlin, situata nel Quartiere Savena.[7]

## Opere
- Menica, Pavia, Cortina, 1957;
- Avanguardia di classe e politica delle alleanze, Roma, Editori Riuniti, 1969;
- Siamo tutti una famiglia. Cronache di lotta operaia nel paese della ceramica. Le Nove di Bassano aprile-luglio 1971, Vicenza, Odeonlibri, 1982;
- Sulla pelle viva. Come si costruisce una catastrofe. Il caso del Vajont, Milano, La Pietra, 1983;
- La casa sulla Marteniga, Padova, Il poligrafo, 1993, ISBN 88-7115-027-9;
- La rabbia e la speranza. La montagna, l'emigrazione, il Vajont, Sommacampagna, Cierre, 2004, ISBN 88-8314-233-0.

## Nei media

### Cinema
- Nel film Vajont del 2001, diretto dal regista Renzo Martinelli, è stata impersonata da Laura Morante.[8]

### Fumetti
- Vajont: storia di una diga, Francesco Niccolini (sceneggiatura), Duccio Boscoli (disegni), Padova, BeccoGiallo, 2018, ISBN 9788833140421, OCLC 1090201035.